# Y todo queda en nada
«Y Todo Queda en Nada» (рус. Все и ничего) — это последний и пятый сингл с альбома Рики Мартина Almas del Silencio. Он был выпущен 8 декабря 2003 г. в латиноамериканских странах.

## Клип
Клип, снятый Густавом Гарзоном, вышел в январе 2004 г.

## Появление в чарте
Песня достигла первой строки в Hot Latin Songs в США и оставалась наверху одну неделю. Она также достигла второй строки в Latin Pop Songs и Tropical Songs.

## Форматы и трек-листы
US promotional CD single
1. «Y Todo Queda en Nada» — 3:55

## Чарты
| Чарт (2003)                                 | Наивысшая позиция |
| ------------------------------------------- | ----------------- |
| US Billboard Bubbling Under Hot 100 Singles | 9                 |
| US Billboard Hot Latin Songs                | 1                 |
| US Billboard Latin Pop Songs                | 2                 |
| US Billboard Tropical Songs                 | 2                 |

### Годовые чарты
| Чарт (2004)                  | Позиция |
| ---------------------------- | ------- |
| US Billboard Hot Latin Songs | 4       |
| US Billboard Latin Pop Songs | 3       |